# 3D Manufacturing Format
3D Manufacturing Format (3MF) je otevřený formát souborů určených pro 3D tisk. Byl vyvinut konsorciem 3MF založeným společností Microsoft v roce 2015. Byl primárně vytvořen pro ukládání modelů určených k aditivní výrobě (3D tisku). Na rozdíl od běžně používaného formátu STL umí specifikovat také materiál, barvu či texturu objektů. Mimo zakládajícího Microsoftu jsou členy 3MF konsorcia také HP, Autodesk, Siemens nebo také česká firma Prusa Research. V roce 2020 se 3MF konsorcium stalo jako takové členem The Linux Foundation.

## Formát[5]
Je založený na XML a hlavní soubor je spolu s dalšími přídavnými soubory uložen v archivu formátu ZIP, podobně jako Office Open XML, též od Microsoftu. Specifikace 3MF určuje některé parametry zip souboru, stejně tak vynucuje kódování UTF-8 u souborů XML. Archiv zip obsahuje:

### Hlavní soubor (3D model)
Tento soubor je ve formátu XML, jehož schéma je detailně určeno ve specifikaci. Obsahuje základní metadata jako jméno souboru, autora, poslední úpravu a další. Dále obsahuje samotné 3D objekty, které jsou tvořeny výčtem bodů (pomocí jejich {\displaystyle x}, {\displaystyle y}, {\displaystyle z} souřadnic) a trojúhelníků spojujících trojice bodů. Nakonec obsahuje informace o rozmístění objektů do finální scény, včetně rotace, posunu a změny velikosti pomocí maticového zobrazení.

### Tiskové nastavení
Obsahuje nastavení pro slicer určená k výtisku konkrétního modelu, například teplotu, rychlost pohybu motoru nebo hustotu výplně.

### Náhledové obrázky
Náhledový obrázek pro celý soubor obecně a model samostatně, buď ve formátu PNG nebo JPEG.

## Použití
Stále více 3D tiskáren a programů pro 3D tisk a 3D tiskáren podporuje formát 3MF, ze slicerů například Ultimaker Cura, Simplify3D nebo Prusa Slicer, z CADů například FreeCAD, AutoDesk Fusion 360 nebo Solidworks.
Existuje několik dalších rozšíření přímo od konsorcia 3MF pro specializované použití, jako například materiály a jejich vlastnosti nebo zabezpečení souboru.